# 永遠の果てに
「永遠の果てに」（えいえんのはてに）は1994年11月9日発売に発売された德永英明19枚目のシングル。

## 解説
前作「僕のそばに」から1年ぶりのシングル。
7thシングル「恋人」以来、5年半ぶりに德永が出ていないジャケット写真となった。
シングルでは自身初で唯一初週の売上が10万枚を超えた（オリコン）。

## 収録曲
全作曲：德永英明　編曲：国吉良一
1. 永遠の果てに（5:35）
作詞・山田ひろし
風間トオルが出演したVictoriaのCMソング。
2. Nostalgia（5:40）
作詞：德永英明
オリジナル・アルバム未収録、2008年にカップリング曲のみを集めたベスト・アルバム『SINGLES B-side BEST』にも収録されていない。本作も現在廃盤のため入手困難。発売当時の德永は自身の精神状態が非常に悪く「この曲を作ったことで、1994年のツアーに出られた」と語っている。
3. 永遠の果てに （No Vocal Edition） （5:35）

## 主な収録アルバム
- 太陽の少年
- Ballade of Ballade
- シングルコレクション (1992〜1997)
- INTROIII
- BEAUTIFUL BALLADE
- SINGLES BEST